# Euhybus leptoneura
Euhybus leptoneura är en tvåvingeart som beskrevs av Axel Leonard Melander 1927. Euhybus leptoneura ingår i släktet Euhybus och familjen puckeldansflugor. Inga underarter finns listade i Catalogue of Life.